# Harpinia antennaria
Harpinia antennaria is een vlokreeftensoort uit de familie van de Phoxocephalidae. De wetenschappelijke naam van de soort is voor het eerst geldig gepubliceerd in 1890 door Meinert.